# Saint-Étienne-sur-Blesle
Saint-Étienne-sur-Blesle település Franciaországban, Haute-Loire megyében. Lakosainak száma 54 fő (2022. január 1.). Saint-Étienne-sur-Blesle Auriac-l’Église, Laurie, Leyvaux, Autrac és Blesle községekkel határos.

## Népesség
A település népessége az elmúlt években az alábbi módon változott:
| Lakosok száma | 85   | 75   | 79   | 47   | 52   | 54   | 55   | 53   | 53   | 54   |
|               | 1968 | 1982 | 1990 | 2006 | 2013 | 2015 | 2017 | 2019 | 2020 | 2022 |